# Интекс
ЗАО «Архитектурно-строительное Объединение „Интекс“» — крупный российский архитектурно-строительный холдинг.
Образован в 1987 году как одно из подразделений ЦНИИСа. В 1989 году получил статус самостоятельного юридического лица. Работал в течение 31 года с 1989 по 20 августа 2021 г.
Интекс занимался гражданским строительством, научными исследованиями в области строительных материалов, архитектурной реставрацией, выполнял функции проектной организации, генерального подрядчика и девелопера (в том числе для малоэтажного строительства).
В 2003 году «The New York Times» и «Chicago Tribune» назвали Объединение Интекс одной из самых продуктивных российских строительных компаний.
Интекс участвовал в реставрации и строительстве дома Щербатова в комплексе зданий Большого Театра.

## Собственники и руководство
Контроль над компанией принадлежал группе акционеров.

## Структура
В «Архитектурно-строительное Объединение „Интекс“» входило более десятка компаний с общей численностью персонала около 1000 человек.

### Основные структурные подразделения
1. Проектно-конструкторское бюро и дизайнерский отдел
2. Строительные подразделения
3. Завод по производству строительных материалов
4. Завод металлоконструкций
5. Группа художественной отделки и реставрации
6. Научные лаборатории
7. Строительно-монтажное управление механизации и тяжелой строительной техникой

### Проектно-конструкторское бюро и дизайнерский отдел
Компании принадлежат авторские права более чем на 300 архитектурных проектов жилых домов, включая дизайн проекты интерьеров и ландшафтное проектирование садов и парков.

### Строительные подразделения
Строительные подразделения занимались
1. малоэтажным строительством, реконструкцией гостиничных комплексов, исторической реставрацией усадеб и музеев.
2. выполняли функции генподрядчика при массовой застройке в Подмосковье.

### Завод по производству строительных материалов
Осуществлял:
1. изготовление нестандартных металлоконструкций.
2. изготовление фасадных элементов из искусственного камня.
3. изготовление железобетонных конструкций.

### Научно-исследовательское подразделение
Архитектурно-строительное "объединение «Интекс» было образовано в 1989 году на базе научных лабораторий и опытного завода Научно-исследовательский института транспортного строительства ЦНИИСа и было закрыто 20 августа 2021 г.
В научно-исследовательском отделе были разработаны ряд новых технологий и запатентованы строительные материалы для реставрационных и отделочных фасадных работ работ.
Среди них искусственный камень для реставрационных и отделочных работ, а также технологи изготовления декоративных бетонных изделий «Белый камень».
Защищено 3 докторские и 11 кандидатских диссертаций различной направленности. Общее количество изобретений — 42.
За внедрение изобретение и внедрение материалов и технологий «Интекс» был отмечен дипломами Госстроя.